# Cloozy
Cloozy (* 1965 in Lübeck; eigentlich Claudia W. Wipfler) ist eine deutsche Komikerin, Animatorin und Regieassistentin.
Sie studierte an der Hochschule für Film und Fernsehen Babelsberg zunächst Animation/Trickfilm und arbeitete beim Film und Fernsehen, bis sie 2006 in New York mit Comedy begann.
Nach kurzer Einarbeitungszeit in der New Yorker Open-Mic-Szene trat sie ab 2007 regelmäßig in Berlin auf. Sie gewann 2008 das Jahresfinale der Quatsch-Comedy-Club-Talentschmiede und 2009 den Jury-Preis des Prix Pantheon in Bonn.
Sie hat zwei abendfüllende Programme.